# Лагодехский муниципалитет
Лагодехский муниципалитет (груз. ლაგოდეხის მუნიციპალიტეტი lagodexis municipʼalitʼetʼi) — муниципалитет в Грузии, входящий в состав края Кахетия. Находится на востоке Грузии, на территории исторической области Кахетия. Административный центр — Лагодехи.

## История
До 1917 года территория муниципалитета Лагодехи входила в состав Тбилисской губернии Сигнахского уезда. С 1921 года согласно административно-территориальному делению Грузинской ССР принадлежала Сигнахскому уезду. Лагодехский район был образован в 1929 году в составе Кахетинского округа, с 1930 года в прямом подчинении Грузинской ССР. В 1951—1953 годах входил в состав Тбилисской области. 2 января 1963 года упразднён, 23 декабря 1964 года восстановлен. С 2006 года именован как «Лагодехский муниципалитет».
Наименование «Лагодехи» впервые упомянуто в летописи Джуаншера «Житие и деяние Вахтанга Горгасала», в котором подтвежден топоним «лакуасти», или " «лаквасти», (корень «лаква», что означает водную местность по толковому словарю Сулхан Саба).

## Административное устройство
Лагодехский муниципалитет представляет собой поселения, с административными границами, и административным центром-городом Лагодехи.
В муниципалитете создан избранный представительный орган (Сакребуло) муниципального образования и исполнительный орган (Мэрия), где осуществлена регистрация жителей. Муниципалитет имеет собственное имущество (недвижимость), бюджет, доходы, муниципалитет является публичным правовым юридическим лицом.
Мэр Лагодехского муниципалитета и Сакребуло избирают сроком 4 года. Последние выборы были проведены в 2021 году.
В муниципалитете объедены 15 административные единицы. Кроме города Лагодехи в муниципалитете 67 населенных пунктов:
- Административная единица — город Лагодехи;
- Административная единица — Арешперани (Земо Болкви, Кевхиани, Квемо Болкви, Хошатиани);
- Административная единица — Апени (Багдади, Гвимриани, Земо Нашовари, Онанаури, Подаани, Квемо Нашовари, Чабукиани);
- Административная единица — Баисубани (Земо Мсхалгори, Патара Гори, Квемо Мсхалгори);
- Административная единица — Гиоргети (Гуджарети, Верхвис Миндори, Лапниани, Пичхисбогири);
- Административная единица — Вардисубани (Мшвидобиани, Сакобо, Свидеба);
- Административная единица — Кабали (Ганджала, Узунтала, Караджала);
- Административная единица — Картубани (Болокиани, Наендровали, Нацисквилари);
- Административная единица — Лелиани (Балта, Бебуриани, Меоре Лелиани, Мирскисеули, Намесрали, Калква);
- Административная единица — Мацими (Рачисубани);
- Административная единица — Нинигори (Ганатлеба, Гелати, Земо Гургениани, Земо Хиза, Квемо Гургениани, Хизабавра);
- Административная единица — Пона (Дона, Земо Пона, Квемо Пона, Земо Хечили, Квемо Хечили);
- Административная единица — Шрома(Кавшири);
- Административная единица — Цоднискари (Давитиани, Тела, Шеертеба, Чадуниани, Циплисцкаро);
- Административная единица Чиаури — (Эретискари, Тамариани, Цителгори).

### Список населённых пунктов
В состав муниципалитета входит 68 населённых пунктов, в том числе 1 город и 67 села:
| Город/сёла                                     | Численность в 2014 году, чел. | грузины % | осетины % | азер- байджан- цы % | русские % |
| ---------------------------------------------- | ----------------------------- | --------- | --------- | ------------------- | --------- |
| Лагодехи (груз. ლაგოდეხი)                      | 5918                          | 86,6      |           |                     | 5,1       |
| Апени (груз. აფენი)                            | 1555                          | 99,5      |           |                     |           |
| Арешперани (груз. არეშფერანი)                  | 278                           | 69,8      | 28,4      |                     |           |
| Багдати (груз. ბაღდათი)                        | 316                           | 97,8      | 1,9       |                     |           |
| Баисубани (груз. ბაისუბანი)                    | 888                           | 99,5      |           |                     |           |
| Балта (груз. ბალთა)                            | 85                            | 70,6      | 29,4      |                     |           |
| Бебуриани (груз. ბებურიანი)                    | 480                           | 99,2      |           |                     |           |
| Болокиани (груз. ბოლოკიანი)                    | 783                           | 99,4      |           |                     |           |
| Вардисубани (груз. ვარდისუბანი)                | 1036                          | 98,5      |           |                     | 0,8       |
| Верхвис-Миндори (груз. ვერხვის მინდორი)        | 156                           | 64,1      | 35,3      |                     |           |
| Ганатлеба (груз. განათლება)                    | 376                           | 81,9      | 11,7      | 4,3                 | 1,9       |
| Ганджала (груз. განჯალა)                       | 2243                          |           |           | 99,8                |           |
| Гвимриани (груз. გვიმრიანი)                    | 246                           | 98,8      |           |                     |           |
| Гелати (груз. გელათი)                          | 205                           | 89,3      |           |                     | 6,8       |
| Гиоргети (груз. გიორგეთი) (бывш. Орджоникидзе) | 607                           | 95,6      |           |                     |           |
| Гуджарети (груз. გუჯარეთი)                     | 27                            | 81,5      | 11,1      | 7,4                 |           |
| Давитиани (груз. დავითიანი) (бывш. Свободное)  | 291                           | 33,0      |           |                     | 56,7      |
| Дона (груз. დონა)                              | 61                            | 6,6       | 18,0      | 73,7                |           |
| Земо-Болкви (груз. ზემო ბოლქვი)                | 272                           | 39,7      | 59,6      |                     |           |
| Земо-Гургениани (груз. ზემო გურგენიანი)        | 444                           | 99,8      |           |                     |           |
| Земо-Мсхалгори (груз. ზემო მსხალგორი)          | 513                           | 100       |           |                     |           |
| Земо-Нашовари (груз. ზემო ნაშოვარი)            | 360                           | 100       |           |                     |           |
| Земо-Пона (груз. ზემო ფონა)                    | 92                            | 32,6      | 47,8      | 19,6                |           |
| Земо-Хечили (груз. ზემო ხეჩილი)                | 47                            | 29,8      | 27,6      | 42,6                |           |
| Земо-Хиза (груз. ზემო ხიზა)                    | 75                            | 97,3      |           |                     |           |
| Кабали (груз. კაბალი)                          | 3238                          |           |           | 99,4                |           |
| Кавшири (груз. კავშირი)                        | 433                           | 98,8      | 0,7       |                     | 0,5       |
| Калква (груз. ქალქვა)                          | 124                           | 99,2      |           |                     |           |
| Караджала (груз. ყარაჯალა)                     | 2012                          |           |           | 99,9                |           |
| Картубани (груз. კართუბანი)                    | 1802                          | 98,9      | 0,6       |                     |           |
| Квемо-Болкви (груз. ქვემო ბოლქვი)              | 132                           | 50,0      | 48,5      |                     |           |
| Квемо-Гургениани (груз. ქვემო გურგენიანი)      | 357                           | 99,7      |           |                     |           |
| Квемо-Мсхалгори (груз. ქვემო მსხალგორი)        | 444                           | 100       |           |                     |           |
| Квемо-Нашовари (груз. ქვემო ნაშოვარი)          | 456                           | 99,3      |           |                     |           |
| Квемо-Пона (груз. ქვემო ფონა)                  | 133                           | 24,1      | 48,8      | 27,1                |           |
| Квемо-Хечили (груз. ქვემო ხეჩილი)              | 160                           | 31,3      | 40,0      | 28,1                |           |
| Кевхиани (груз. ქევხიანი)                      | 117                           | 72,6      | 26,5      |                     |           |
| Лапниани (груз. ლაფნიანი)                      | 118                           | 68,6      | 29,7      |                     | 1,7       |
| Лелиани (груз. ლელიანი)                        | 578                           | 96,2      | 3,6       |                     |           |
| Мацими (груз. მაწიმი) (бывш. Цодна)            | 618                           | 97,4      |           |                     | 1,5       |
| Меоре-Лелиани (груз. მეორე ლელიანი)            | 416                           | 98,8      |           |                     | 0,7       |
| Мирскисеули (груз. მირსკისეული)                | 377                           | 89,9      | 9,8       |                     |           |
| Мшвидобиани (груз. მშვიდობიანი)                | 532                           | 94,9      | 0,9       |                     | 3,2       |
| Наендровали (груз. ნაენდროვალი)                | 95                            | 90,5      | 3,2       | 4,2                 | 1,1       |
| Намесрали (груз. ნამესრალი)                    | 68                            | 41,2      | 58,8      |                     |           |
| Нацисквилари (груз. ნაწისქვილარი)              | 379                           | 99,5      |           |                     |           |
| Нинигори (груз. ნინიგორი)                      | 502                           | 95,2      |           |                     | 4,4       |
| Онанаури (груз. ონანაური)                      | 447                           | 99,6      |           |                     |           |
| Патара-Гори (груз. პატარა გორი)                | 436                           | 98,4      | 1,1       |                     |           |
| Пичхисбогири (груз. ფიჩხისბოგირი)              | 84                            | 77,4      | 22,6      |                     |           |
| Подаани (груз. ფოდაანი)                        | 730                           | 100       |           |                     |           |
| Рачисубани (груз. რაჭისუბანი)                  | 68                            | 100       |           |                     |           |
| Сакобо (груз. საქობო)                          | 504                           | 97,8      |           | 0,8                 | 0,6       |
| Свидеба (груз. სვიდება)                        | 230                           | 98,7      | 0,9       |                     |           |
| Тамариани (груз. თამარიანი)                    | 694                           | 85,4      |           |                     | 10,8      |
| Тела (груз. თელა)                              | 779                           | 99,2      |           |                     |           |
| Узунтала (груз. უზუნთალა)                      | 1786                          |           |           | 99,9                |           |
| Хизабавра (груз. ხიზაბავრა)                    | 94                            | 97,9      |           |                     |           |
| Хошатиани (груз. ხოშატიანი)                    | 129                           | 76,0      | 20,9      | 3,1                 |           |
| Циплисцкаро (груз. წიფლისწყარო)                | 101                           | 100       |           |                     |           |
| Цителгори (груз. წითელგორი)                    | 164                           | 100       |           |                     |           |
| Цоднискари (груз. ცოდნისკარი)                  | 632                           | 96,7      |           |                     | 2,5       |
| Чабукиани (груз. ჭაბუკიანი)                    | 541                           | 99,3      |           |                     |           |
| Чадуниани (груз. ჩადუნიანი)                    | 729                           | 97,9      |           |                     | 2,1       |
| Чиаури (груз. ჭიაური) (бывш. Ульяновка)        | 1044                          | 96,6      |           |                     | 2,7       |
| Шеертеба (груз. შეერთება)                      | 233                           | 100       |           |                     |           |
| Шрома (груз. შრომა)                            | 1299                          | 94,6      | 1,2       |                     |           |
| Эретискари (груз. ერეთისკარი)                  | 509                           | 83,5      |           | 14,1                | 2,4       |

## География
В Лагодехском муниципалитете умеренно влажный субтропический климат.
Зима-умеренно холодная, лето — жаркое. Среднегодовая температура 13 °C. Количество осадков в год колеблется от 65 мм до 1080 мм. Для местного климата характерны град и засуха. На высокогорных участках установлен умеренно влажный климат, с холодной зимой и прохладным летом. Годовое количество осадков достигает объёма 1200—1800 мм. Лагодехский муниципалитет богат поверхностными и грунтовыми водами. Главную гидрологическую сеть составляет река Алазани, которая протекает на границе Гурджаанского и Сигнахского муниципалитетов. Здесь находятся реки: Кабали, Мацимисцкали, Лагодехисцкали, Ареши и Апенисхеви.

### Рельеф
Геоморфологически территория муниципалитета делится на две основные части: равнина и горы. В южной части территории врезается среднегорная аккумулятивная равнина, которая распространяется на территории муниципалитета на высоте 200—450 мм над уровнем моря, выстроенная четвертичными более молодыми осадками. Равнина покрыта мелкими камушками, глиной, и песками. В области муниципалитета длина Алазанской равнины составляет приблизительно 28 км. Южная часть Алазанской равнины выложена алювическими пластами и отличается плоской поверхностью. В северной части она сравнительно возвышена, и представлена конусообразными выносами, со шлейфами, относительная высота которых составляет несколько десятков метров. Северная часть муниципалитета расстилается на южном склоне Кахетинского Кавказа. На данной местности и заканчивается Кахетинский Кавказ. (Кахетинский Кавказ протяжён от вершины Диди-Борбало до вершины Тиновросо). Тиновросо находится на границе Лагодехского муниципалитета и Автономной республики Дагестан. Её высота — 3374 м. Построена догерными (в средней части) и лиасскими (в нижней части) глиняными сланцами. На Кавказе в Кахетии находятся вершины: Чохалдаги (3483 м), Химрики (3109 м), Нусулоса (2929 м) и хребты Мсхалгора (2900 м) и Мачхалроса (3066 м).

### Внутренние воды
Кабали берёт начало на южном склоне Кавказа. Длина — 48 км площадь бассейна — 391 км². Река течёт сначала с юго-запада, после поворачивает русло к югу, соединяется с Алазани, (слева), главный приток — Ареши. На территории муниципалитета протекает река Мацими, соединяется с Алазани со стороны территории Азербайджана (на территории Грузии её длина составляет 19 км). Главный приток — Лагодехисцкали, длина которого 31 км.
Из протекаемых рек по территории муниципалитета выделяют реки Баисубани, Ниносхеви и Шромисхеви. На реке Шромисхеви находится волопад (высота 90м), который замерзает зимой и создает красивеший пейзаж. В альпийской зоне Лагодехского муниципалита есть озера: Башлехели, Халахели, и др. Башлехели расположена на высоте 2713 м над уровнем моря, максимальная глубина озера — 12, 8 м. Котловина озера ледникового происхождения, его вода отличается особой чистотой. Рядом находится озеро Халахела, также ледникового происхождения.

### Климат
На Алазанской равнине влажный субтропический климат. Умеренно холодная зима и жаркое лето. Средняя годовая температура 13 °C, минимум — 23 °C. Среднегодовая температура 13 °C. Количество осадков в год колеблется от 650 мм до 1080 мм. Для местного климата характерны град и засуха. На высокогорных участках установлен умеренно влажный климат, с холодной зимой и прохладным летом. Средняя годовая температура в январе −8 °C, Годовое количество осадков достигает объёма 1200—1800 мм. В городе Лагодехи умеренно влажный климат. Зима здесь холодная, а лето-жаркое.

## Население
Численность жителей Лагодехского муниципалитета по данным к 1 января 2021 года составляло 41,2 человек. В городских местностях проживает 5.7 тыс. человек, в сельских местностях 35,4 тыс. человек.
| Грузины       | 35 376 | 69,28 %  |
| Азербайджанцы | 11 392 | 22,31 %  |
| Осетины       | 2239   | 4,38 %   |
| Русские       | 1204   | 2,36 %   |
| Армяне        | 561    | 1,10 %   |
| Украинцы      | 48     | 0,09 %   |
| Езиды         | 25     | 0,05 %   |
| Абхазы        | 15     | 0,03 %   |
| Греки         | 16     | 0,03 %   |
| всего         | 51 066 | 100,00 % |

| Грузины       | 29 796 | 71,49 %  |
| Азербайджанцы | 9601   | 23,04 %  |
| Осетины       | 994    | 2,38 %   |
| Русские       | 733    | 1,76 %   |
| Армяне        | 350    | 0,84 %   |
| Аварцы        | 54     | 0,13 %   |
| Украинцы      | 38     | 0,09 %   |
| Езиды         | 18     | 0,04 %   |
| Абхазы        | 8      | 0,02 %   |
| Греки         | 6      | 0,01 %   |
| другие        | 80     | 0,19 %   |
| всего         | 41 678 | 100,00 % |

Абсолютное большинство населения муниципалитета составляют грузины — 69 %
Основная часть первого по численности национального меньшинства муниципалитета — азербайджанцев (22,3 % или 11,4 тыс. чел.) — проживает в 4 сёлах на западе муниципалитета, составляя по переписи 2002 года в них 99 — 100 % населения: Кабали (3,6 тыс.), Ганджала (2,7 тыс.), Караджала (2,6 тыс.), Узунтала (2,3 тыс.).
Основная часть второго по численности национального меньшинства муниципалитета — осетин (4,4 % или 2,2 тыс. чел.) — расселена на юго-западе и западе муниципалитета. По данным переписи 2002 года осетины составили абсолютное большинство в 12 сёлах муниципалитета: Квемо-Хечили (94 %), Земо-Хечили (92 %), Пона (91 %), Дона (89 %), Земо-Болкви (85 %), Пичхисбогири (77 %), Хошатиани (71 %), Арешперани (68 %), Гуджарети (65 %), Квемо-Болкви (61 %), Лапниани (57 %), Кевхиани (52 %). В селе Верхвис-Миндори грузины (52 %) сравнялись с осетинами (48 %), причём в 1989 году в нём жило около 440 жителей (в основном — осетины), в 2002 году — лишь 256 человек.
Основная часть третьего по численности национального меньшинства муниципалитета — русских (2,4 % или 1,2 тыс.) — живёт в городе Лагодехи и к юго-западу, в селе Свободное, где по данным последней переписи 2002 года русские составили 61 % (или более 235 чел.) из 390 жителей. В 1989 году в селе жило около 880 жителей. Ранее русские составляли большую долю и в селе Ульяновка, расположенном на крайнем юге муниципалитета. В 1989 году в нём жило около 2000 жителей; в 2002 году — 1102 чел., в том числе 93 % — грузины).

## Образование
В Лагодехском муниципалитете функционирует 28 публичных школ, 31 образовательных учреждений для дошкольного возраста. Количество учащихся в школах составляет 6235 учеников, количество детей дошкольного возраста — 1513 детей.
В Лагодехском муниципалитете функционируют 5(пять) библиотек, в частности: одна центральная библиотека и 4 сельских библиотек, (в селах Баисубани, Гиоргети, Картубани и Лелиани).
В селе Шрома Лагодехского муниципалитета функционирует филиал Общественного колледжа „Аиси“.
В „Объединении искусствоведческих школ“ входят 4 музыкальных и одна художественная школа: Лагодехская городская школа искусств, Школа искусств села Апени, Школа искусств села Лелиани, Школа искусств села Вардисубани, и Художественная школа искусств в городе Лагодехи.

## Культура
В муниципалитете функционирует Народный драматический театр, музей, Детский театр, Народный кукольный театр, Народный драматический театр, фольклорный ансамбль «Граали», хореографический ансамбль «Херети», хореографический ансамбль «Лакваста», хореографический ансамбль «Илиэли».
В городе Лагодехи расположен Экспозиционный зал Лагодехских охраняемых территорий.

### Фестивали и народные праздники[16]
| Название      | Дата                                  | Описание |
| ------------- | ------------------------------------- | --- |
| Херетоба      | осень                                 | Народный праздник традиционно отмечают осенью. Вместе с местным населением приглашенные гости имеют возможность ознакомиться с достижениями муниципалитета: награждают званием «Почетного гражданина», отличившихся спортсменов, награждают хореографические и эстрадные ансамбли.                                                  |
| Тевдороба     | За семь недель до праздника св. Пасхи | День памяти св. Тевдоре за семь недель до праздника Пасхи в селе Лелиани после праздничной церковной службы проводятся спортивные и культурные мероприятия. |
| Мамукаоба     | 9 апреля                              | День посвященный памяти Мамуки Нозадзе отмечают в селе Картубани. Представители муниципалитета вместе с местным населением возлагают на могиле Мамуки Нозадзе венок, совершается служба в церкви-литургия по усопшему. |
| Костаоба      | 21 сентября                           | Праздничное мероприятие, посвящённое юбилею осетинского писателя и общественного деятеля Коста Хетагурова. Празднуют 21 сентября в селе Арешпарани. Проводятся спортивные и культурные мероприятия, приглашенные гости имеют возможность отведать грузинские традиционные блюда, ознакомиться с грузинскими застольными традициями. |
| Новруз Байрам | 21 марта                              | Праздник нового дня, весеннего равноденствия, потепления воздуха, ухода зимы, обновления природы, (распускаются почки на деревьях), просыпания земли, этот день азербайджанцы ассоциируют с приходом Нового года. |

## Спорт
В Лагодехском муниципалитете созданы следующие спортивные комплексы на базе Центра муниципального развития культуры, спорта и молодёжных дел:
- Г. Лагодехи, спортивный комплекс находится по адресу : г. Лагодехи, ул. Закатала, № 12;
- Г. Лагодехи, спортивный стадион „Рани“ находится на улице св. Нино;
- Г. Лагодехи, спортивное поле с искусственным покрытием в селе Чабукиани;
- Г. Лагодехи, спортивное поле с искусственным покрытием на ул. Закатала;
- Г. Лагодехи, спортивное поле с искусственным покрытием на улице Кудгори;
- Г. Лагодехи, спортивное поле с искусственным покрытием расположен на ул. Руставели;
- Спортивный комплекс в селе Цоднискари Лагодехского муниципалитета.[10]

## Туризм
В Лагодехский муниципалитет приезжают многочисленные посетители, которые заинтересованы в основном экотуризмом, приключенческим и культурным видами туризма.
По статистике Агентства охраняемых территорий, число посетителей в августе 2021 года составило 3432 человек; в 2020 году зарегистрировано 6079 посетителей; в 2019 году Лагодехи посетили 59 761 гостей, а в 2018 году — 57 472 посетителя.
В Лагодехском муниципалитете не функционируют туристические информационные центры, но есть возможность при помощи Администрации охраняемых территорий Лагодехи определиться с желаемыми туристическими маршрутами.

## Экономика
Муниципальные доходы обеспечивают сельское хозяйство, туризм, торговля, и развитие производства при наличии местных доходов и перераспределяемого трансфера. Передовые отрасли: сельское хозяйство, в частности табакопроизводство, производство зерновых и эфиромасличных культур, виноградарство, фруктоводство, бахчеводство, огородоводство, животноводство. В муниципалитете существует табачно — ферментационное производство, винные заводы, заводы производящие сыры, масло, и другие малые производства разного профиля. На территории муниципалитета находится дорога международного значения-по направлению Лагодехи-Закатала, где расположена Лагодехская таможня.

## Достопримечательности
Из памятников зодчества в Лагодехском муниципалитете выделяют церковь св. Тевдоре, которая построена в селе Лелиани XI—XII вв. Здесь найдено т. н. „Лелианское сокровище“, в 20-х годах прошлого века.
Другими историческими памятниками являются церкви в селах: Пони, Арешперани, Хошати.

### Охраняемые территории Лагодехи
Охраняемая территория Лагодехи состоит из Лагодехского национального заповедника (19755 га) и заказника (4500 га). На сегодняшний день в Лагодехском заказнике разработано пять туристических маршрутов, в частности: „Рочос чанчкери“ (Водопад „Черный рябчик“)», «Ниносхевис чанчкери» (Водопад «Ниносхеви»), «Мачис цихе» (Крепость Мачи"), «Шави клдеебис тба»(«Озеро черных скал»), и «Тропа, познающая природу».
Центральный вход Лагодехской охраняемой территории интегрирован с Административным и визитерским комплексами. В Административном корпусе сооружен экспозиционный и выставочный зал, где посетители имеют возможность ознакомиться со спецификой Лагодехской охраняемой территории, с тарифами, с правилами безопасности, и выбрать желаемые маршруты.

### Лагодехский краеведческий музей
Музей основан в 1975 году. Фонд музея состоит из материалов, найденных при раскопках Старого Херети и территорий вблизи его, которые состоят из камня, бронзы, глиняных поделок для разных хозяйственных назначений, украшений, орудий труда, нумизматических символов, в малом количестве представлен этнографический и фотоматериал данного края.

## Знаменитые горожане
| Фото | имя и фамилия        | Годы  | Описание             |
| ---- | -------------------- | ----- | -------------------- |
|      | Владимер Цикаришвили | 1971- | Нейрохирург          |
|      | Дея Кулумбегашвили   | 1986- | Грузинская Режиссёр. |
|      | Элене Кебадзе        | 1994- | Спортсменка          |

## Побратимые города
- Вилянский край, Латвия
- Остроленка, Польша